# Bethnal Green
Bethnal Green er et område i Londons East End, i bydelen Tower Hamlets. Frem til 1965 var Bethnal Green en selvstændig kommune (metropolitan borough) i County of London. Navnet antages at komme fra en angelsaksisk høvding, Bledda.
Området blev bebygget i 1700-tallet af fattige arbejdere fra væverierne i Spitalfields, og udviklede sig snart til et af Londons værste slumkvarterer. Selv om der fra forrige århundredeskifte blev gjort forsøg på at sanere slummen, viste en undersøgelse i 1932 at 60 procent af børnene i Bethnal Green led af fejlernæring, og at 85 procent af befolkningen havde utilfredsstillende boligforhold.
Gennem meget af sin historie, har Bethnal Green også været kendetegnet ved megen kriminalitet. Gennemkørselsvejen Bethnal Green Road var i gamle dage berygtet for sine kvægtyverier, hvor kvægdrivere på vej til marked i London, blev overfaldet. Bethnal Green var hjemsted for Kray-brødrene, Londons mest frygtede forbryderbande i 1960'erne.

## Ekstern henvisning
- Historiske oplysninger om Bethnal Green

51°31′39″N 0°03′58″V / 51.5275°N 0.066°V